# Долж (Ново Место)
Долж (словен. Dolž) — поселення в общині Ново Место, регіон Південно-Східна Словенія, Словенія. Висота над рівнем моря: 407,5 м.